# Jacques Perrin de Brichambaut
 (avril 2022).
Si vous disposez d'ouvrages ou d'articles de référence ou si vous connaissez des sites web de qualité traitant du thème abordé ici, merci de compléter l'article en donnant les références utiles à sa vérifiabilité et en les liant à la section « Notes et références ».
Jacques Perrin de Brichambaut (né le 18 octobre 1920 à Paris et mort le 17 mars 2007 dans la même ville) est un ornithologue français.

## Biographie
Né le 18 octobre 1920 à Paris, Jacques Perrin de Brichambaut est un ornithologue français. Après des études de droit et de sciences politiques, il se spécialise dans les études de marché. Engagé volontaire en 1944, il est grièvement blessé près du Lac de Constance et reçoit la médaille militaire et la croix de guerre 1939-1945.
Passionné très tôt par l’ornithologie, il fonde avec Michel Deramond une cellule d’études ornithologiques dans l’Oise. Il ne cessera dès lors de parcourir la France entière avec un autre ornithologue, Georges Guichard, pour observer les oiseaux et en décrire le comportement en particulier lors des périodes de nidification.
Correspondant des grands collectionneurs français et étrangers, il échange avec eux et constitue l’une des plus remarquables collections d’œufs d’oiseaux de la zone paléarctique. Ses travaux et sa rigueur scientifique le font reconnaître des naturalistes.
Au début des années cinquante, il est un des membres fondateurs de la première association scientifique ornithologique de terrain : le « Groupe des jeunes ornithologistes » dont la revue « Oiseaux de France » paraîtra jusqu’en 1968. Il publie de nombreux articles dans « Oiseaux de France » et, à partir de 1953, dans «Alauda », revue scientifique internationale d’ornithologie. Ses articles sur l’examen microscopique de la surface des coquilles d’œufs, et sur les Cuculinae européens sont particulièrement remarqués. Il participe activement à cette revue avec l’aide de Henri Heim de Balsac, Noël Mayaud, René de Naurois, Jean-François Dejonghe, Pierre Nicolau-Guillaumet et de nombreux autres.
En 1956, il intègre le conseil de direction de la SEO (Société d’Études Ornithologiques). En 1993, il est l’un des principaux acteurs du rapprochement de la SEO et de la SOF (Société Ornithologique de France) qui donne naissance à la SEOF (Société d’Études Ornithologiques de France). Il en rejoint en 1994 le conseil d’administration qu’il animera jusqu’à son décès.
Bagueur de la première heure, dès la création du CRMMO (Centre de Recherches sur les Migrations des Mammifères et des Oiseaux), il contribue activement à la connaissance de la migration des oiseaux.
Il meurt le 17 mars 2007 à Paris et souhaite que sa collection soit préservée dans son intégrité. Ses « Carnets » et sa collection oologique font aujourd’hui partie des collections d’ornithologie du muséum de Toulouse.
Cette collection exceptionnelle compte 15 000 œufs.

## Collection oologique

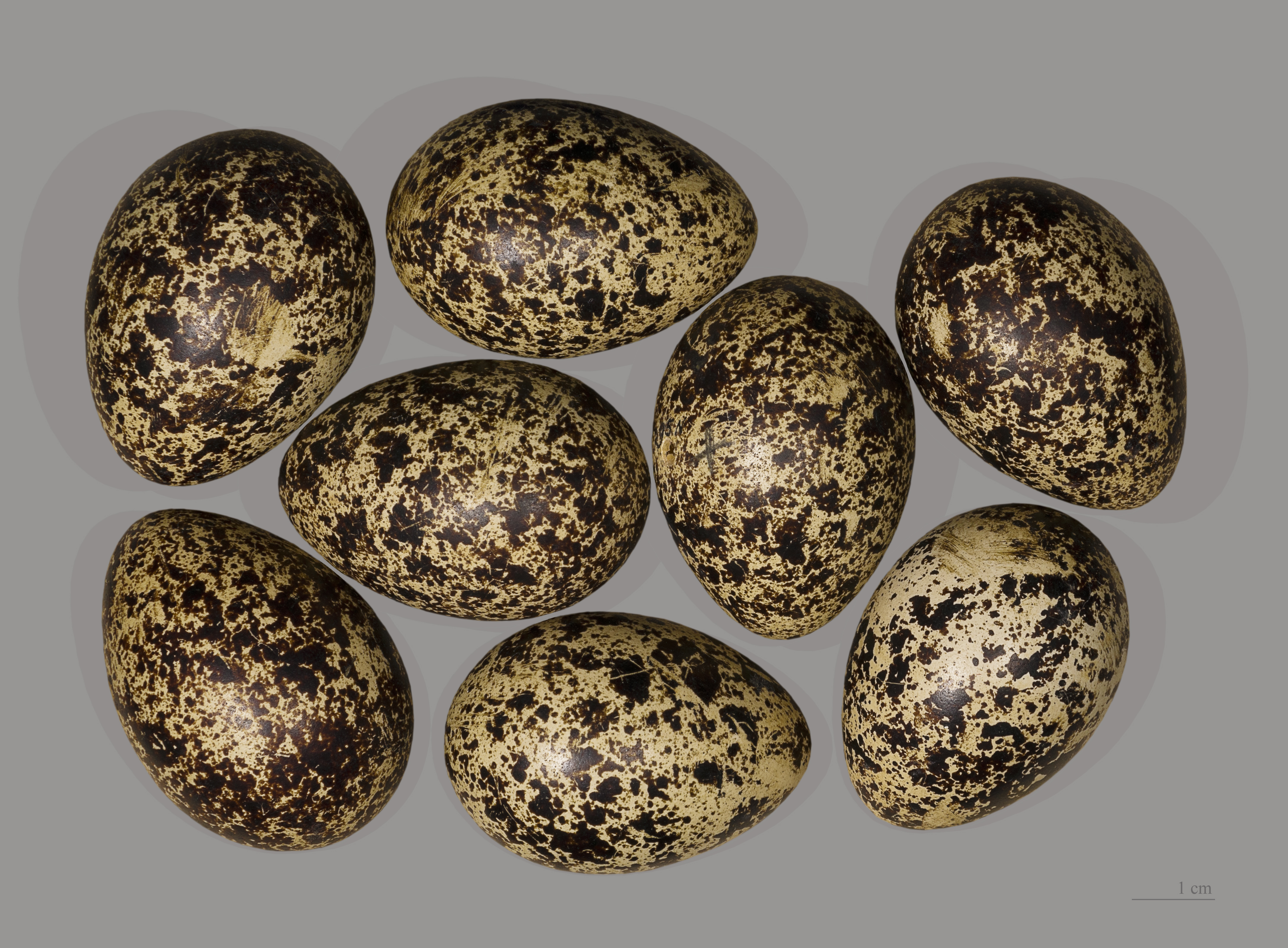
Lagopède d'Écosse.
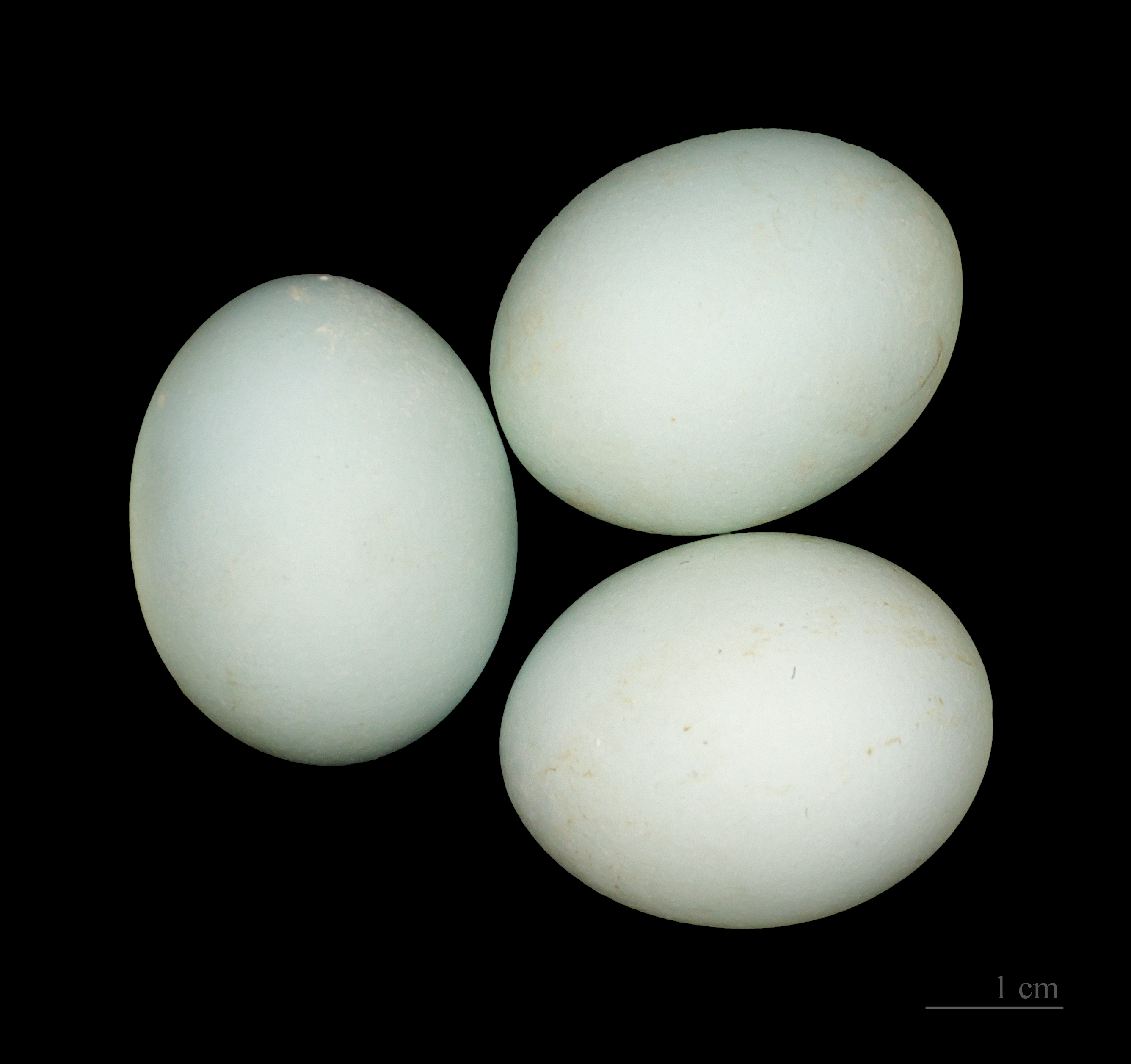
Héron crabier.
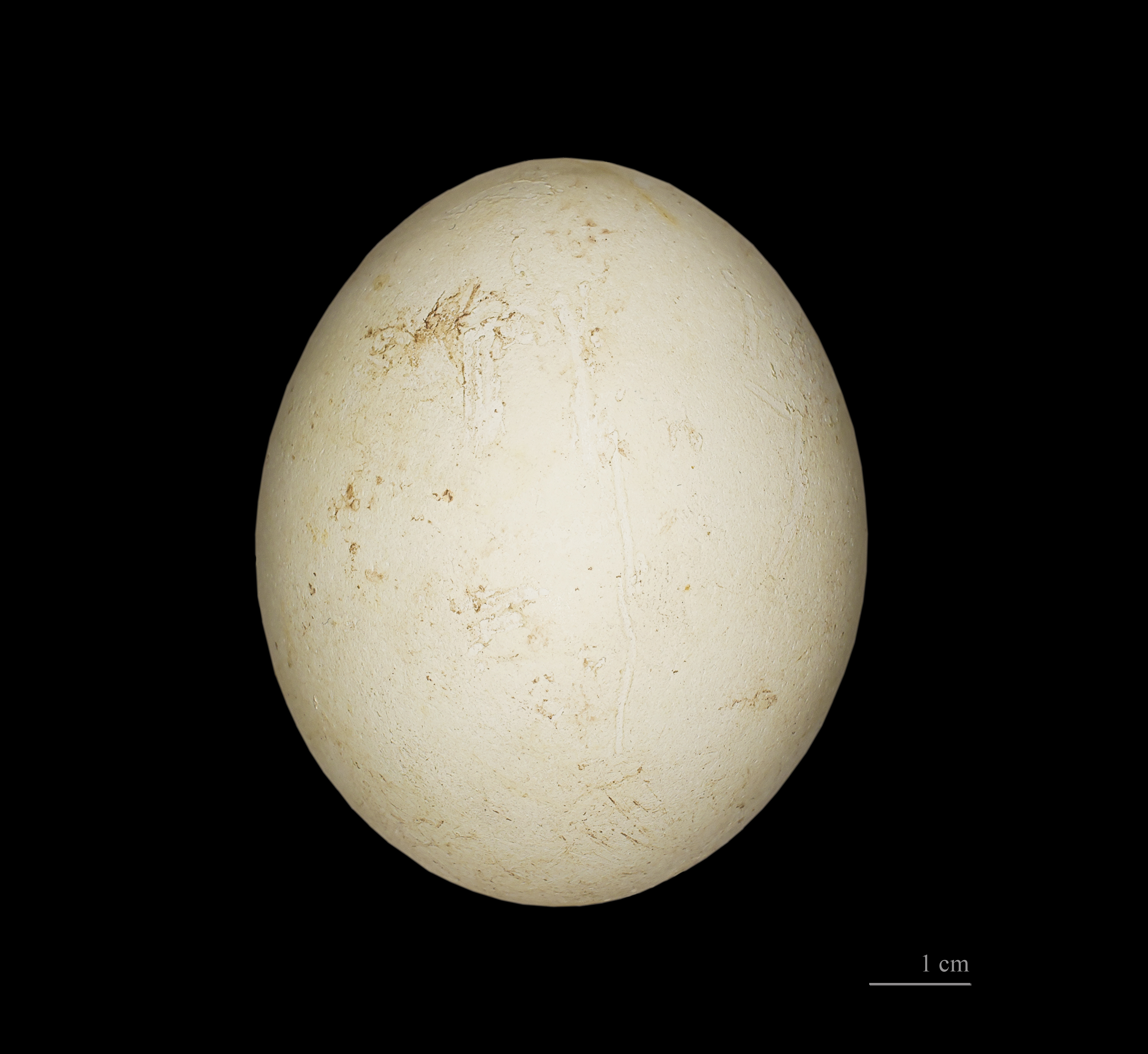
Manchot Adélie.
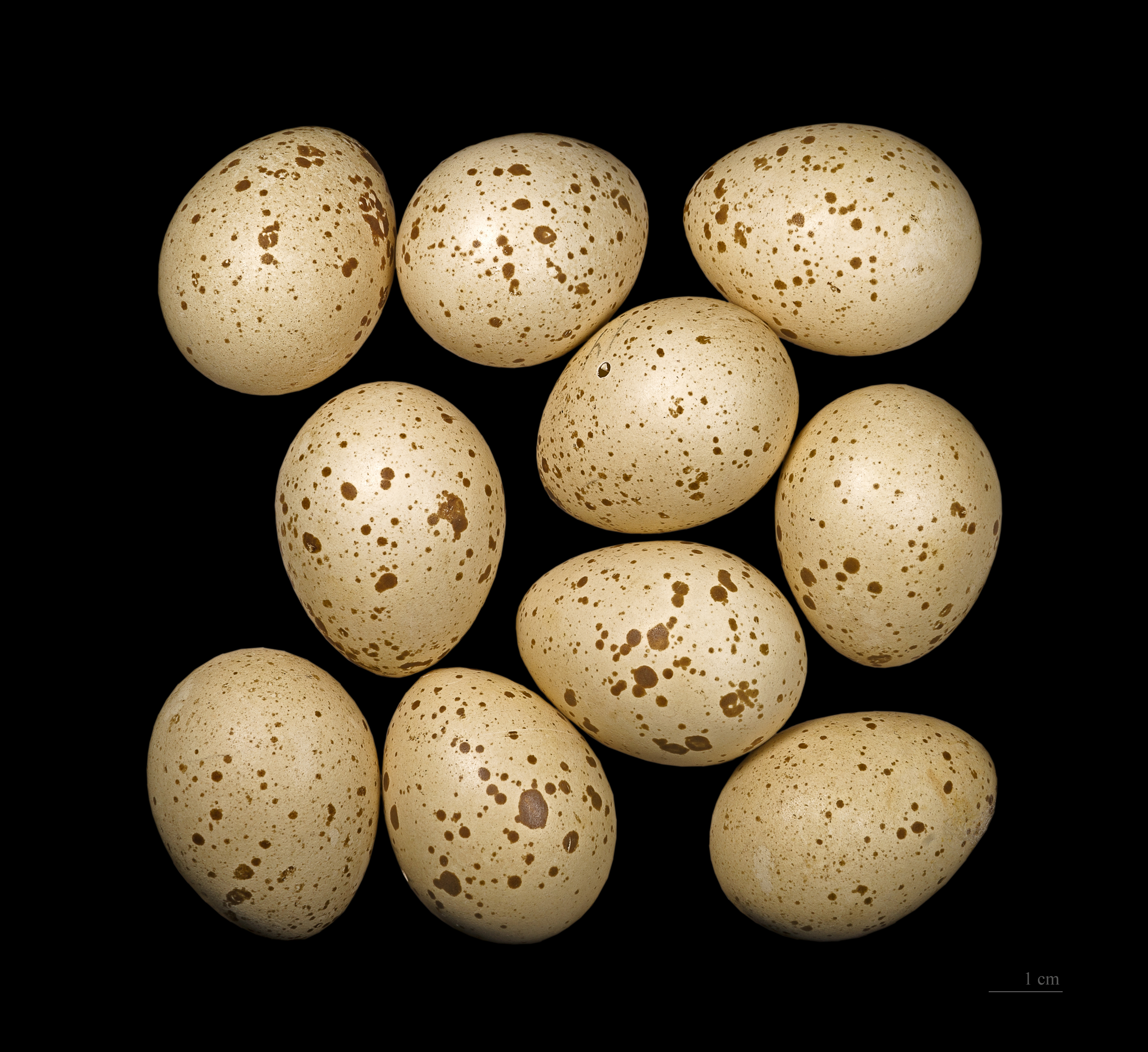
Gélinotte des bois.

## Travaux
- « Quelques observations sur le terrain » - Oiseaux de France – 1951
- «  Capture d’un aigle doré dans la région de Paris » -  Oiseaux de France – 1951
- « Chevalier guignette et Hirondelle de rivage » - Oiseaux de France – 1953
- «  Les becs-croisés à Noirmoutier » - Oiseaux de France – 1953
- « Quelques remarques sur le Goëland argenté des côtes de France » - Oiseaux de France – 1954
- «  Passage d’oiseaux aquatique en baie de Seine » - Oiseaux de France – 1954
- « Le Bec-croisé » - Oiseaux de France – 1955
- « Quelques observations dans la région de Toulouse » - Oiseaux de France – 1956
- « Observations aux Marais Vernier (Quillebeuf) » - Oiseaux de France – 1956
- « Observations de pigeons ramiers » - Alauda  – 1956
- « Bec-croisés dans l’Oise »  - Alauda  – 1957
- « Cigogne blanche nidificatrice dans la région de Toulouse »  - Alauda  – 1957
- « Reproduction des hirondelles en 1957 »  - Alauda  – 1957
- « Observations aux îles Chausey »  - Alauda  – 1963
- « Destruction curieuse d’une nichée de hulotte »  - Alauda  - 1963
- « Le harle bièvre Mergus merganser sur le lac de Genève » – Alauda  – 1968
- «  Mésange à moustaches Panurus biarmicus en Brière – Alauda  – 1969
- «  Nidification de la barge à queue noire et présence d’aigrettes garzettes en baie d’Audierne – Alauda  – 1969
- « Tourterelle turque à Beg-Meil en 1967 » - Alauda – 1969
- « Nidification possible de la barge à queue noire et présence d’aigrettes garzettes en baie d’Audierne » - Alauda – 1969
- « Aigrette garzette sur le lac de Genève » - Alauda – 1969
- « Hivernage d’avocettes dans la région de Saint-Nazaire » Alauda - 1969
- « Reproduction de la bécassine des marais Capella gallinago et migration des bondrées Pernis apivorus aux marais de Saint-Gond » - Alauda – 1973
- « Contribution de l’oologie à la connaissance de la biologie du coucou-gai Clamator glandarius » - Alauda – 1973
- « Mode de dépouillement de mammifères moyens par deux rapaces » - Alauda – 1978
- « Comportement particulier d’une mésange nonette Parus palustris » – Alauda – 1978
- « Observations sur l’île de Beniguet, archipel de Molène » - Alauda - 1978
- « Examen microscopique de la surface des coquilles d’œufs d’oiseaux » – Alauda – 1982
- « Mimétisme des œufs de coucou gris  Cuculus canorus – Alauda – 1993
- « Le comportement parasitaire du coucou gris Cuculus canorus : comparaisons régionales, évolutions dans le temps » -  Alauda – 1997